# Lee-Roy Echteld
Lee-Roy Echteld (Amsterdam, 30 settembre 1968) è un allenatore di calcio ed ex calciatore olandese, di ruolo centrocampista.

## Carriera
Trequartista, durante la sua carriera ha giocato per Haarlem, Heerenveen, Cannes, AZ, RKC Waalwijk, Austria Lustenau, Heracles Almelo e Blauw-Wit Amsterdam.
Durante la sua carriera ha affrontato l'Ajax in undici occasioni senza mai vincere.